# Катастрофа L-1011 в Коломбо
Катастрофа L-1011 в Коломбо — авиационная катастрофа, произошедшая в четверг 3 мая 1986 года. Авиалайнер Lockheed L-1011-385-1-15 TriStar 100 авиакомпании Air Lanka, выполнявший рейс UL512 по маршруту Лондон—Цюрих—Дубай—Коломбо—Мале, находился в аэропорту Коломбо, готовясь к вылету в Мале, когда на его борту в хвостовой части произошёл взрыв. Лайнер разрушился на две части, хвостовая часть упала на землю.
На борту самолёта находились 168 человек (148 пассажиров и 20 членов экипажа): пассажиры из Франции, ФРГ, Великобритании и Японии. В результате взрыва погиб 21 человек (по другим сведениям погибли 14 человек), среди них были 3 британца, 2 немца, 3 француза, 2 японца, 2 мальдивца и 1 пакистанец; ещё 41 человек получили ранения различной степени тяжести.
Посадка пассажиров на самолёт в момент взрыва была приостановлена в связи с погрузкой багажа. Бомба была заложена в контейнере с запчастями (Fly Away Kit). Таймер бомбы был поставлен с расчётом на то, что она взорвётся, когда самолёт будет в воздухе, но вылет рейса был задержан.
Впоследствии среди пассажиров ходила шутка, что код авиакомпании Air Lanka (UL) означает «Usually Late» («Обычно опаздывает»).
Правительство Шри-Ланки заявило, что бомба на рейс 512 была подложена террористами из организации «Тигры освобождения Тамил-Илама» (LTTE) с целью срыва мирных переговоров между Тиграми и правительством Шри-Ланки. Представители правительства объявили, что на следующий день после теракта на их адрес пришла посылка, в которой оказалась униформа с эмблемами «Чёрных Тигров», специального отряда подрывников-смертников LTTE